# Hydrophorus solitarius
Hydrophorus solitarius är en tvåvingeart som beskrevs av Andretta 1952. Hydrophorus solitarius ingår i släktet Hydrophorus och familjen styltflugor. Inga underarter finns listade i Catalogue of Life.